# エナン (帽子)

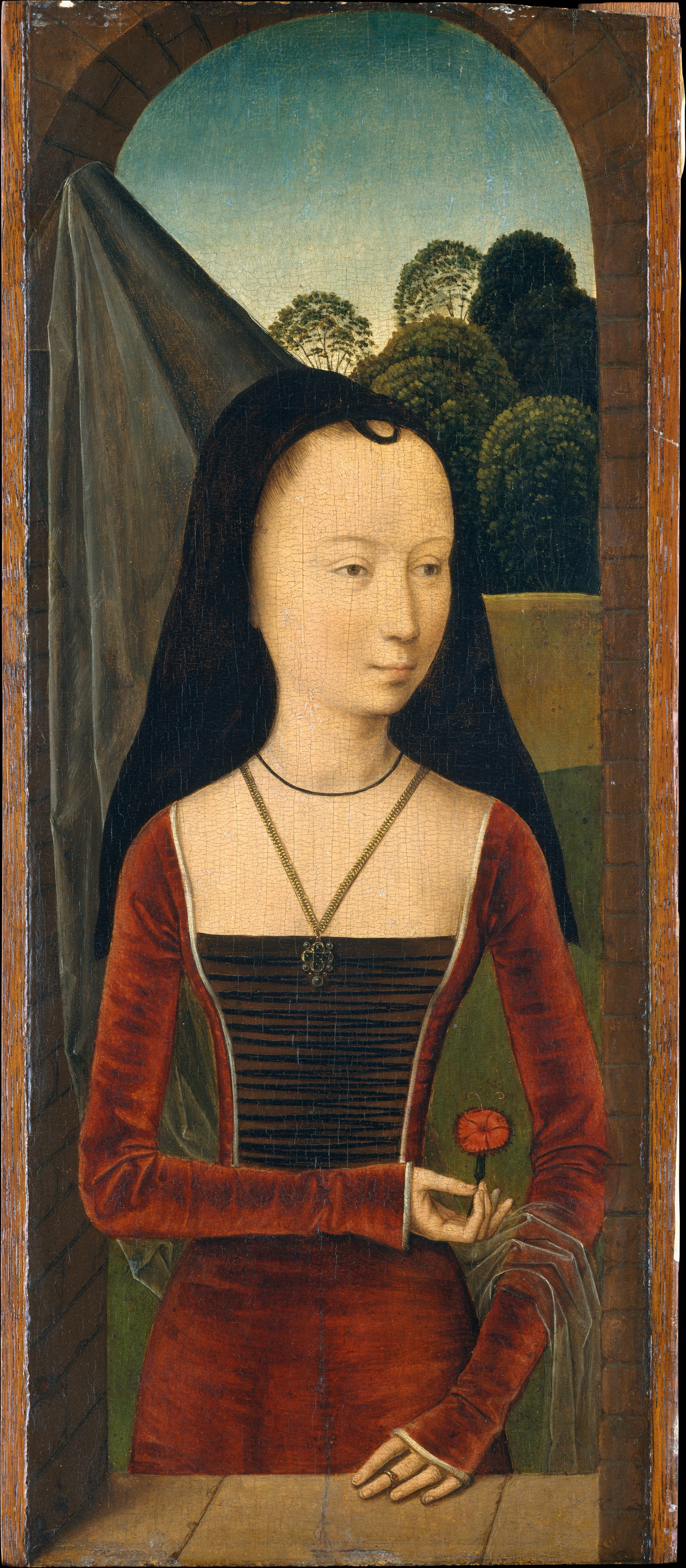
黒いビロードの飾り垂れと透き通るようなヴェールがついた円錐形のエナンをかぶる若い女性（ハンス･メムリンク『真実の愛の寓意』、1485-90年）

エナン(hennin フランス語: [ˈenɛ̃] 英語: [ˈhɛnᵻn])は、中世ヨーロッパの高貴な女性が身につけていた、円錐形あるいは尖塔のような形の頭飾りである。レバノン、シリア、ブルゴーニュ、フランスではごく一般的であったが、そのほかの地域でも、イギリスの宮廷やヨーロッパ北部のハンガリー、ポーランドなどで着用する習慣があった。一方でイタリアではほとんど記録がみつからない。中世ヨーロッパにおいてhennin という言葉が頭飾りとしてどのような形状をあらわしていたかははっきりしていない。しかし1428年のフランスでエナンという言葉が用いられた記録があり、おそらくこのときはまだ円錐形ではなかった。イギリスの文献にこのhenninという言葉が現れるのは19世紀以降である。そのため、本によってはこの言葉を当時の女性がかぶっていた別の頭飾りについて使っている場合もある。

## 円錐形のエナン

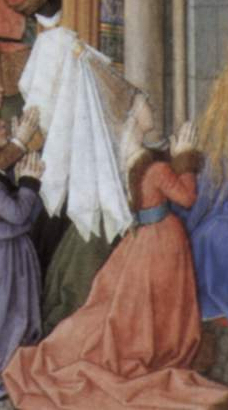
1460年頃のフランスの例。何枚もの白いヴェールがまかれ、一枚は女性の顔にもかかっている（後ろの女性の帽子の先につけられた白い三日月の飾りに注意）

エナンが服飾史に登場するのは1430年から特に1450年以降である。円錐の先が尖っているものもあれば、先が切り取られたように平たい形もあった。はじめは貴族の子女だけのものだったが、次第に普及し、特に帽子の先が平らな切形は一般に広まった。エナンの長さは30cmから45cmのものがふつうだが、資料によっては80cmと比較的高い形のものもみつかる。エナンにはヴェールー正式にはコアントワーゼ(フランス語: cointoise)というーがついているのが一般的である。たいていヴェールは帽子の先から女性の肩までかけられており、場合によっては地面まで降ろされていた。帽子の上から女性の顔にかかるようにしている例もみつかる。
エナンは後ろへ斜めにずらしてかぶるものだった。綿糸か針金など軽い素材のうえに薄い織り地を貼ってつくられていたが、その構造について詳しいことはほとんどわかっていない。フランスのコロネットを思わせる、眉の一部や左右どちらかの肩にかかるような布の飾り垂れがついているエナンもよくみられる。ひたいのところに短い飾りのバンドやリボンがついているものも非常に多い（右図）。これは帽子の位置をあわせるための細工であり、おそらく風が吹いたときに動かないようにする目的もあった。
当時は、額を広くするために生え際の毛を抜いたり剃ることが流行していた。髪の毛は頭の形にそってきつく束ねられ、たいてい帽子のなかにすっぽりと隠された（おそらくヴェールは片側を髪の毛に結んで巻き付け、反対側を円錐の穴から引き出していた）。しかしエナンの後ろで長い髪を結ばずにいる肖像画もみつかっている。
今日では、エナンはおとぎ話に登場する王妃が身につける典型的な衣装の一つとなっている。装飾写本に描かれる王妃や女王がかぶる小さな王冠は、まわりにつばがついているか、エナンの先に載せられているかどちらかである。例えば、ブルゴーニュ公国の女公マーガレット・オブ・ヨークが1468年の結婚式典で身につけたごく小さな王冠などがまさにそれである（アーヘン大聖堂の宝物館に収蔵されている）。

## 定義
服飾史を扱った本ごとに、エナンという言葉が指し示す頭飾りの形状はさまざまである。尖塔や円錐の形をしたものやその先を切り取った（「植木鉢のような」）形の帽子をエナンというところまではほぼ同じなのだが、15世紀の初頭におけるハート形で中心が開いた筒状の布についてもエナンという言葉をあてることが多い。あるいは15世紀半ばのドーム形に頭を覆う布についてもいう場合がある（ナショナル・ギャラリーのファン・デル・ウェイデン工房の作品など）。クリスティーヌ・ド・ピザンの肖像画によく描かれるような、かぶる部分が二股の頭飾りもエナンと呼ばれることがある。上記の例では帽子の素材は白い布ばかりだが、時代が下ると、貴族の子女たちは透き通るようなヴェールから鮮やかな織り地をのぞかせるような帽子をかぶるようになった。角の形に結った髪のうえにウィンプルをはおるようなスタイルのエナンもある。

アンゲラン・ドゥ・モンストルレの年代記には、1428年に、エナンという言葉の最初の用例とおぼしき記述がみつかる。厳格なカルメル会の修道士トマスが華美な頭飾りに憤慨しているところがそれである。
…実にくだらないやり方で頭を飾り付けては、そんなぜいたくな格好をしたいがために大枚をはたいている高貴なご婦人にかぎらぬすべての女性たち
トマスは通りのにいる少年たちにそうした頭飾りをつけた女性を追いかけさせ、それをはぎとらせては「エナンめ！」と叫んだ。彼は贖宥状を出してまでこの乱暴を奨励したのである。しかし中世の文書を記録としてみたときによくあることだが、この「Hennin」の語形がどのように成り立ったかについての手がかりはまったくない。図像による記録をもとに考えると、この「エナン」は当時は円錐形ではなく、その形になるのはおそらくもう少し後の時代のことである。カタルーニャの詩人ガブリエル・モーゲルの作品には、当時マヨルカの女性のあいだで流行していた「高さのある奇形の帽子」をあざけるものが残っている。

## ギャラリー

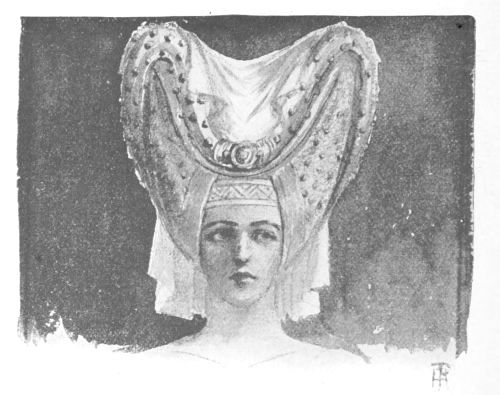
ビロードとローン（薄手の平織り綿布）に宝石があしらわれている（15世紀）
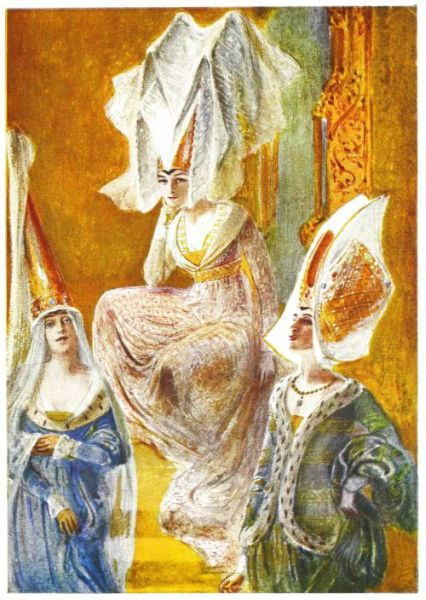
エナンのバリエーション（15世紀）
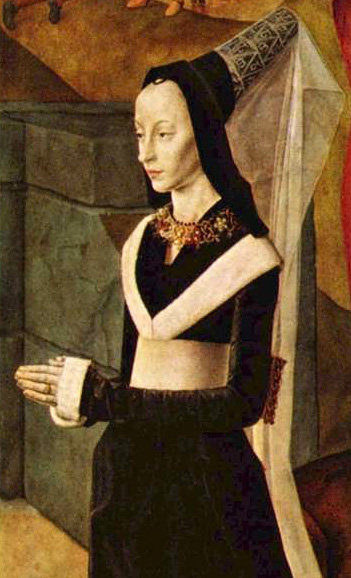
『マリア・ポルティナーリの肖像画』のマリアは、高さがあるがトップが切り取られた形のエナンをかぶっている。ヴェールが頂部から降ろされ、黒い飾り垂れないし（おそらく）下布がかかっている（1476-78年）
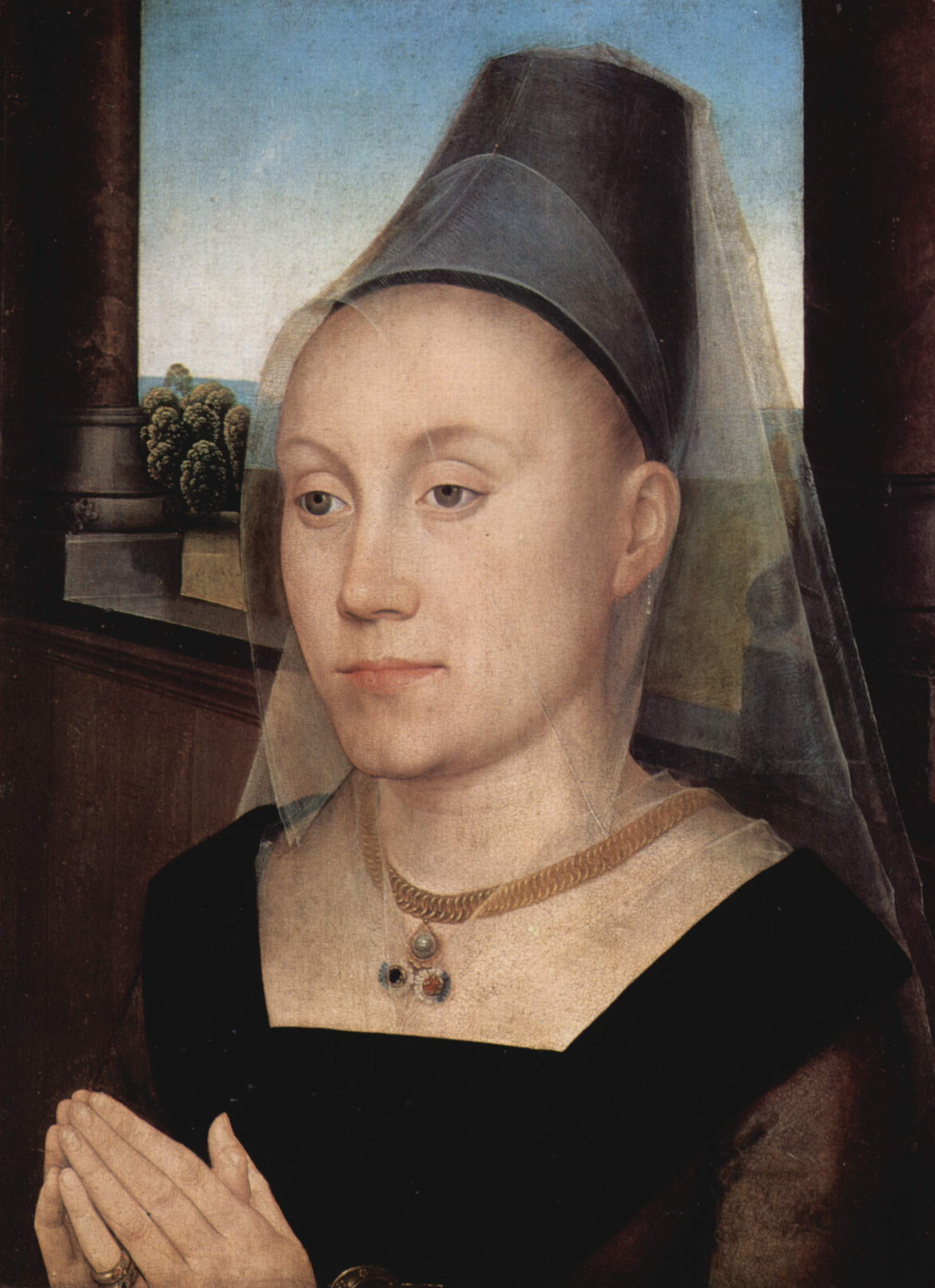
切形のエナン（1480年ごろ）
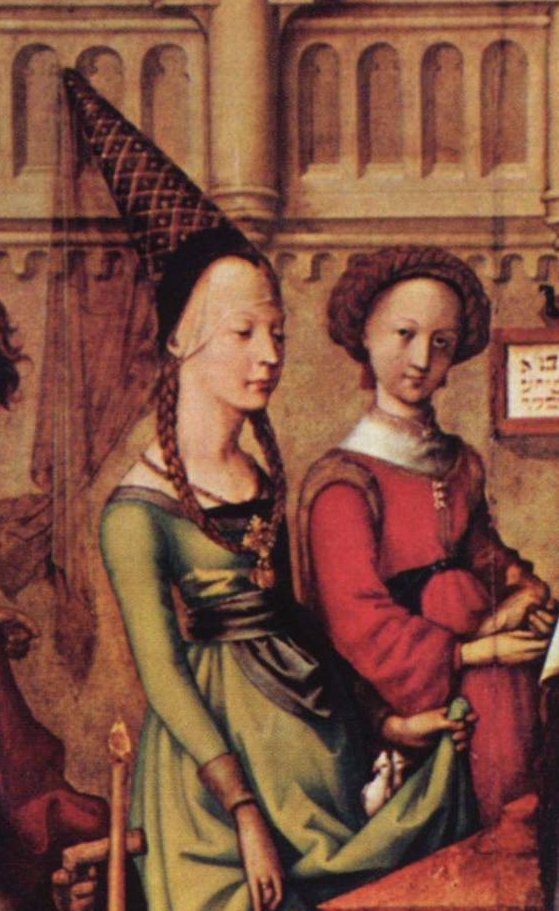
下げ髪をしてエナンをかぶっている女性（ハンス・ホルバイン (父)、1500-01年）
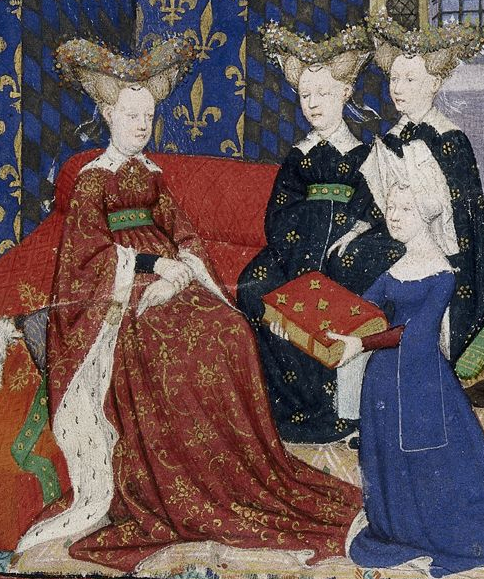
フランス王妃イザボーに本を贈るクリスティーヌ・ド・ピザン。イザボーと侍女たちは髪を角形に束ね、その上から宝石をあしらったハート形の「ブールレ」（詰め物がされることもある）をかぶっている。ピサンは白い布でおおわれた二股のエナンである。
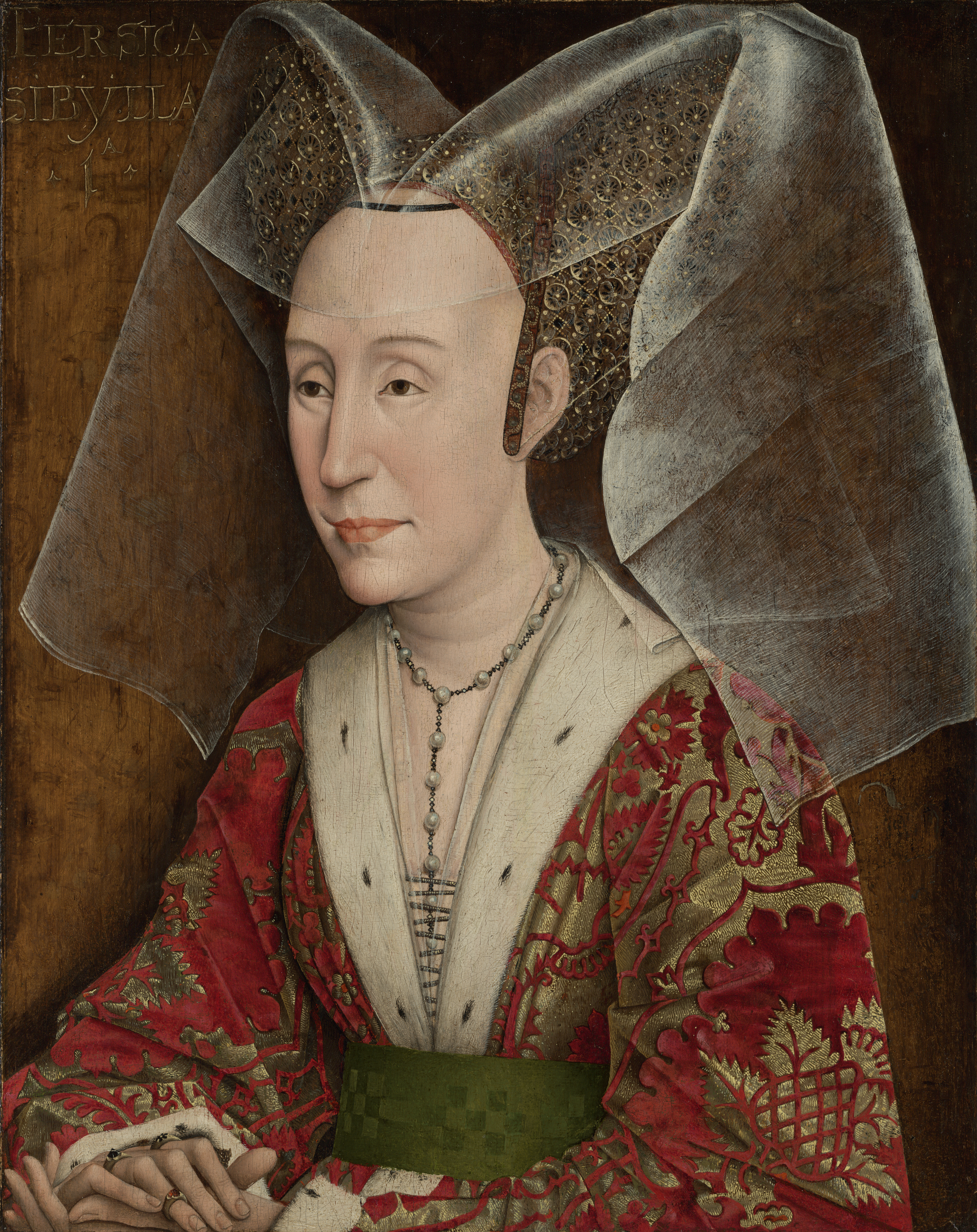
二股のエナンをかぶるブルゴーニュ公妃イザベル・デ・ポルトゥガル（1445-50年ごろのオリジナルの複製）
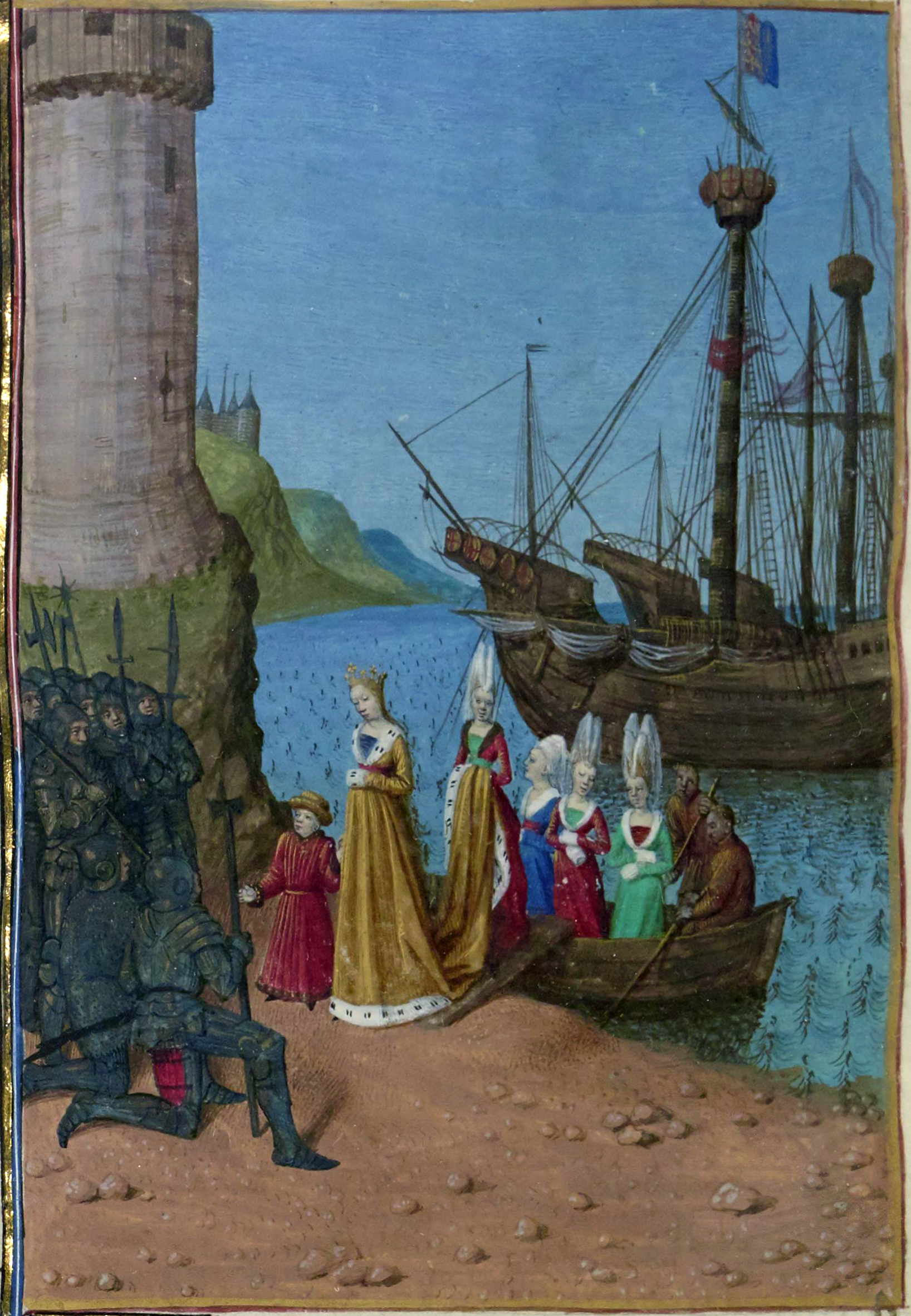
とても高さのあるエナンをかぶる女性（ジャン・フーケ、1455-60年）
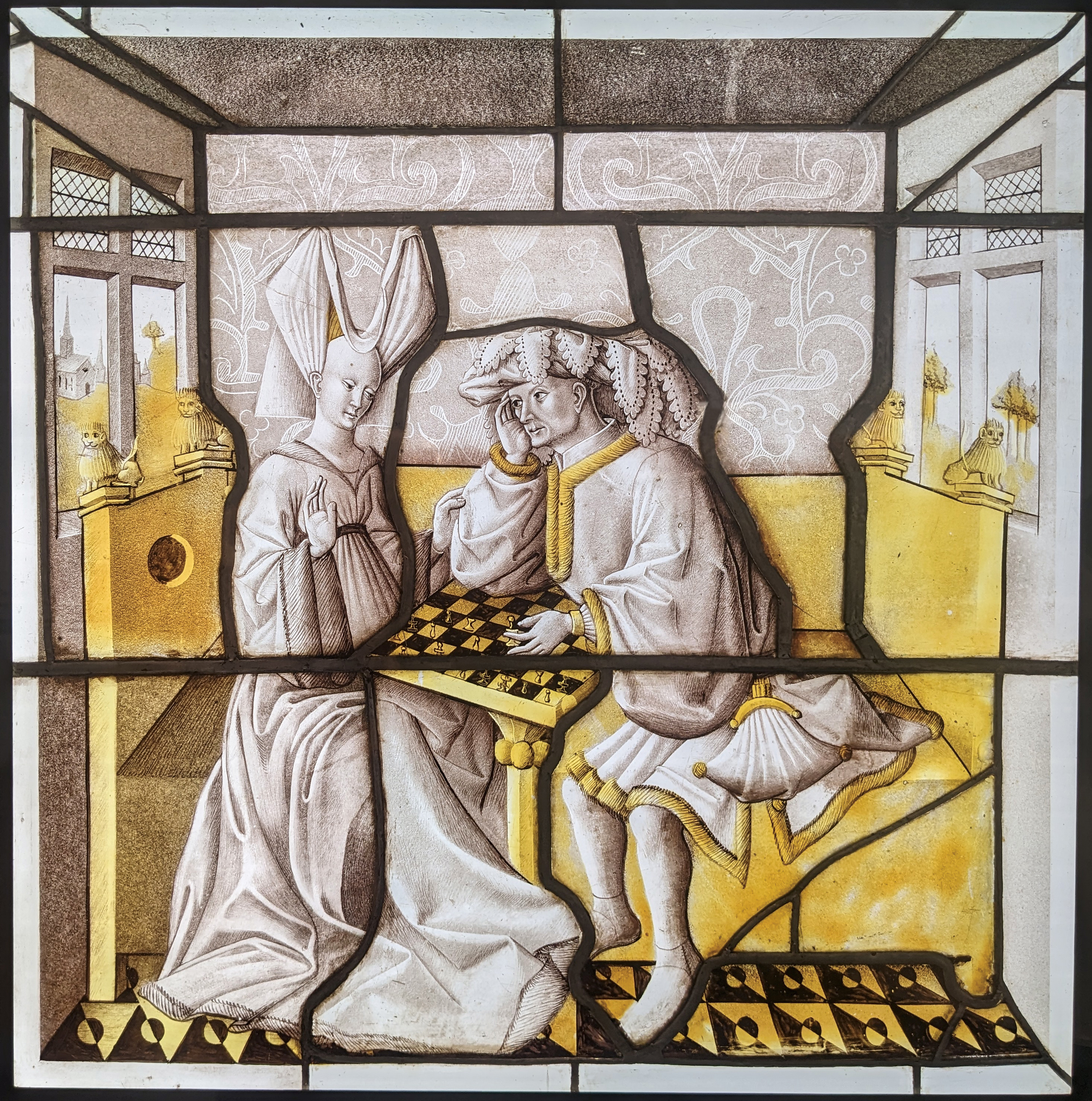
二股のエナン
刺繍のほどこされたドーム形のエナンの中に髪を結んでいる女性。ヴェールはとても短く、眉にかかっている（ブルゴーニュ、1455年ごろ）
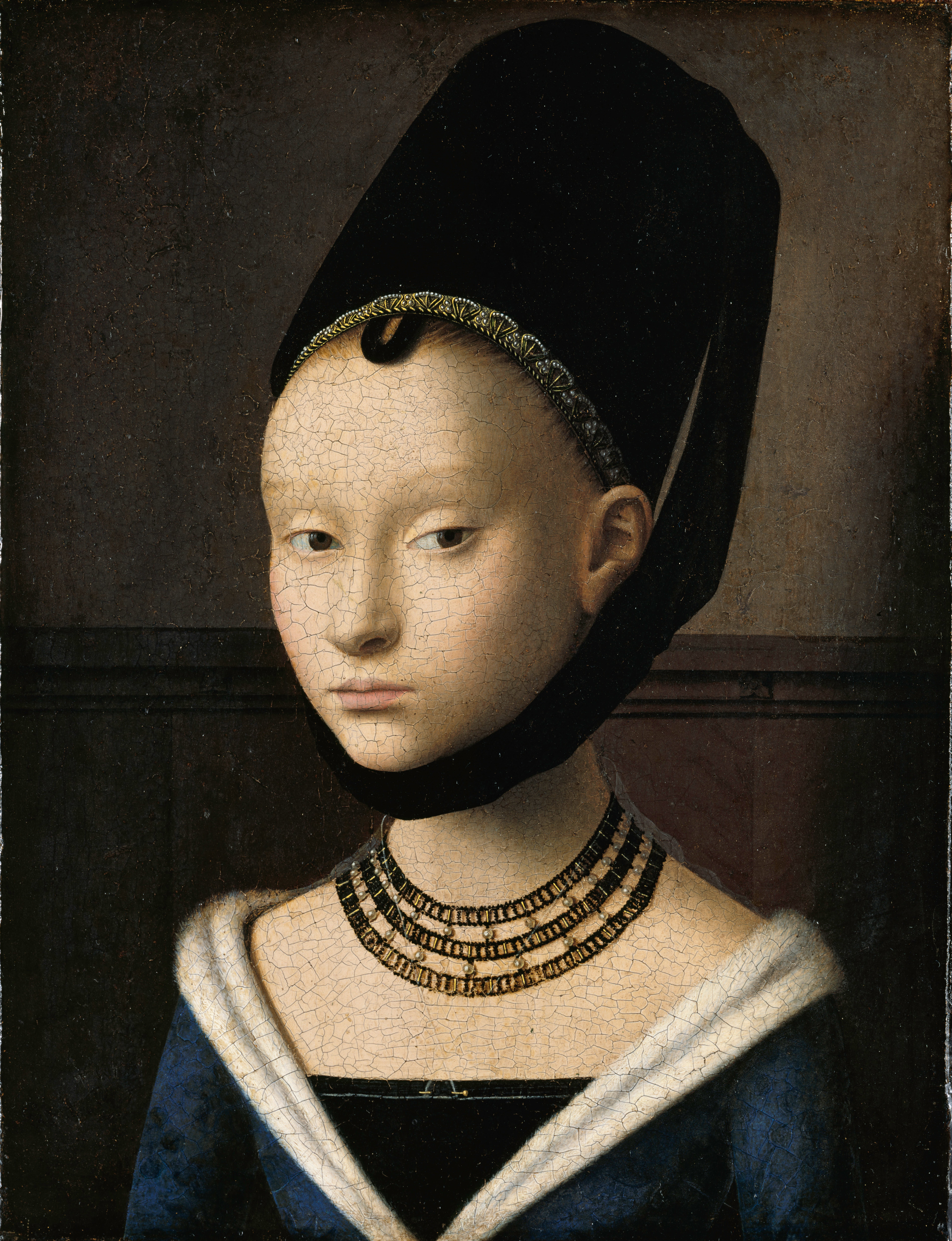
ペトルス・クリストゥスの『若い女の肖像』。切形のエナンは1460年代にネーデルラントで流行した
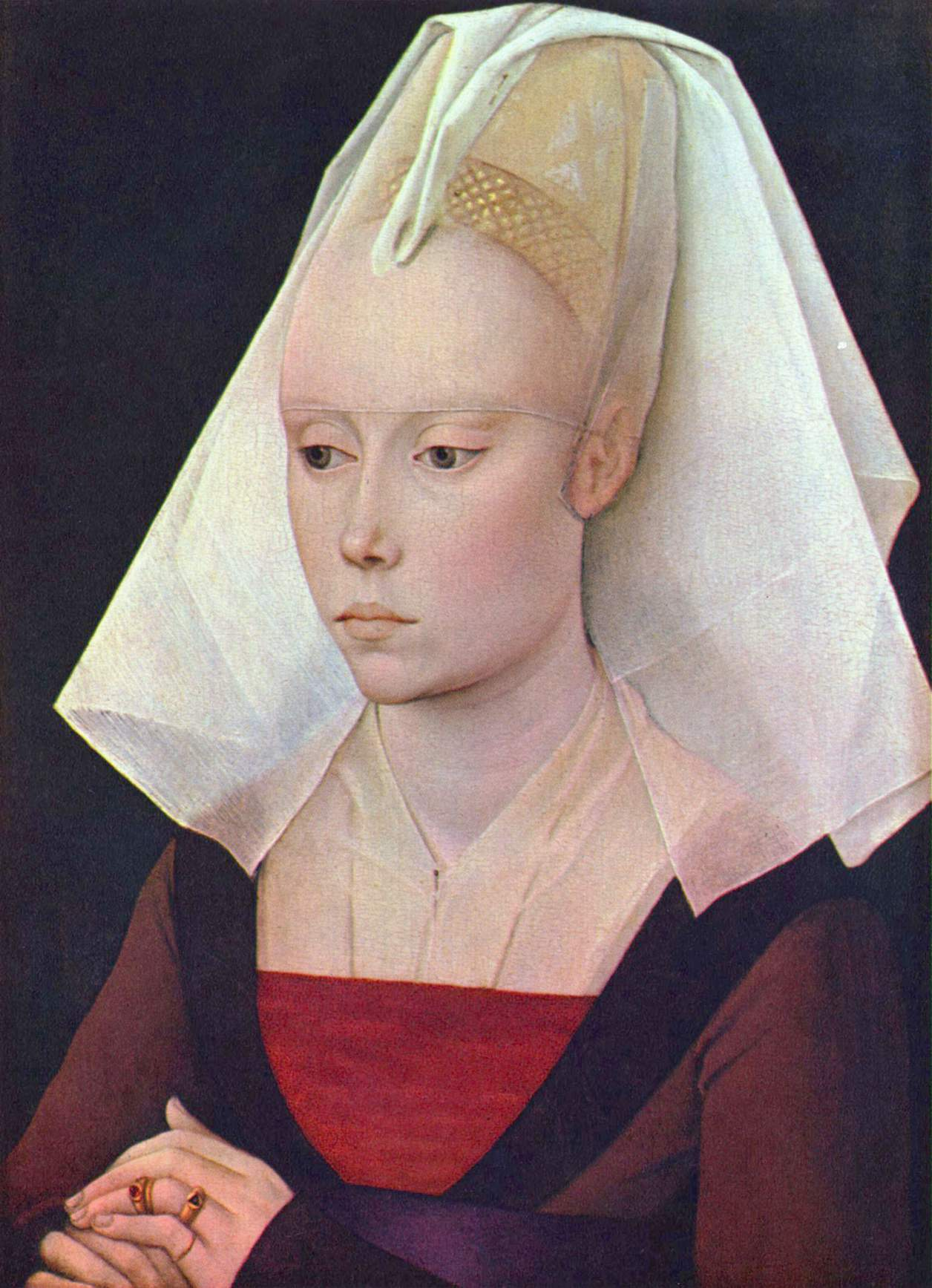
ブルゴーニュ地方の若い貴族の女性の肖像画。かぶっているのはドーム形ないし切形のエナンである（ファン･デル･ウェイン工房、1460年代）。ヴェールの一部は眉にもかかっている